# Mistrzostwa Polski w Tenisie Stołowym 1995
Mistrzostwa Polski w Tenisie Stołowym 1995 – 63. edycja mistrzostw, która odbyła się w 1995 roku w Katowicach.

## Medaliści
| Konkurencja             | Złoty                                                                   | Srebrny                                                                          | Brązowy |
| Gra pojedyncza mężczyzn | Lucjan Błaszczyk (Baildon Katowice)                                     | Piotr Skierski (niezrzeszony)                                                    | Piotr Szafranek (AZS Gdańsk) Krzysztof Kaczmarek (Lumel Zielona Góra)                                                                                |
| Gra pojedyncza kobiet   | Alina Mikijaniec (AZS Bielsko-Biała)                                    | Agnieszka Gieraga (Siarka Tarnobrzeg)                                            | Anna Januszczyk (AZS Gdańsk) Patrycja Molik (Górnik Mysłowice)                                                                                       |
| Gra podwójna mężczyzn   | Lucjan Błaszczyk (Baildon Katowice) Piotr Skierski (niezrzeszony)       | Grzegorz Adamiak (Euromirex Radom) Marcin Kusiński (Euromirex Radom)             | Tomasz Krzeszewski (AKTS Łódź) Piotr Szafranek (AZS Gdańsk) Jarosław Kołodziejczyk (Morliny Ostróda) Wojciech Kołodziejczyk (Morliny Ostróda)        |
| Gra podwójna kobiet     | Alina Mikijaniec (AZS Bielsko-Biała) Anna Januszczyk (AZS Gdańsk)       | Małgorzata Przybylska (Spółdzielca Płock) Jolanta Szatko-Nowak (Wanda Nowa Huta) | Jolanta Langosz (AZS Bielsko-Biała) Paulina Narkiewicz (Siarka Tarnobrzeg) Agnieszka Gieraga (Siarka Tarnobrzeg) Wioletta Matus (Bronowianka Kraków) |
| Gra mieszana            | Lucjan Błaszczyk (Baildon Katowice) Jolanta Langosz (AZS Bielsko-Biała) | Piotr Skierski (niestowarzyszony) Paulina Narkiewicz (Siarka Tarnobrzeg)         | Leszek Kucharski (Euromirex Radom) Jolanta Szatko-Nowak (Wanda Nowa Huta) Krzysztof Kaczmarek (Lumel Zielona Góra) Alina Bogdaniuk (Start Włocławek) |